# 浅沼享子
浅沼 享子（あさぬま きょうこ、1904年2月10日 - 1981年3月10日）は、昭和時代の政治家。衆議院議員（1期）を務めた。浅沼稲次郎の妻。

## 略歴
1904年（明治37年）東京都生まれ。前夫と離婚して九州から上京、協調会館の食堂で働き、客としてよく来ていた浅沼稲次郎（のち日本社会党委員長）と1928年頃に結婚した。1945年、日本社会党に入党し、婦人問題研究会常任理事となる。しかし1960年（昭和35年）10月に、夫の浅沼稲次郎社会党委員長が日比谷公会堂での演説中に山口二矢に刺殺された。同年11月の第29回衆議院議員総選挙東京1区に日本社会党から出馬し、民社党の麻生良方（元浅沼稲次郎秘書）を破り、2位で初当選する。1位は安井誠一郎前東京都知事。1期のみ務め、次回の第30回衆議院議員総選挙（1963年11月）には立候補せず引退した（麻生良方は初当選。）。墓所は多磨霊園。稲次郎との間に実子はおらず、稲次郎の遠縁の娘を養女としていた。